# Tomas Mikuckis
Tomas Mikuckis (ur. 13 stycznia 1983) – litewski piłkarz występujący na pozycji obrońcy.

## Kariera piłkarska
Występował w klubach litewskich i rosyjskich.
W reprezentacji Litwy zadebiutował w 2003 roku.